# Het Fort (Den Haag)

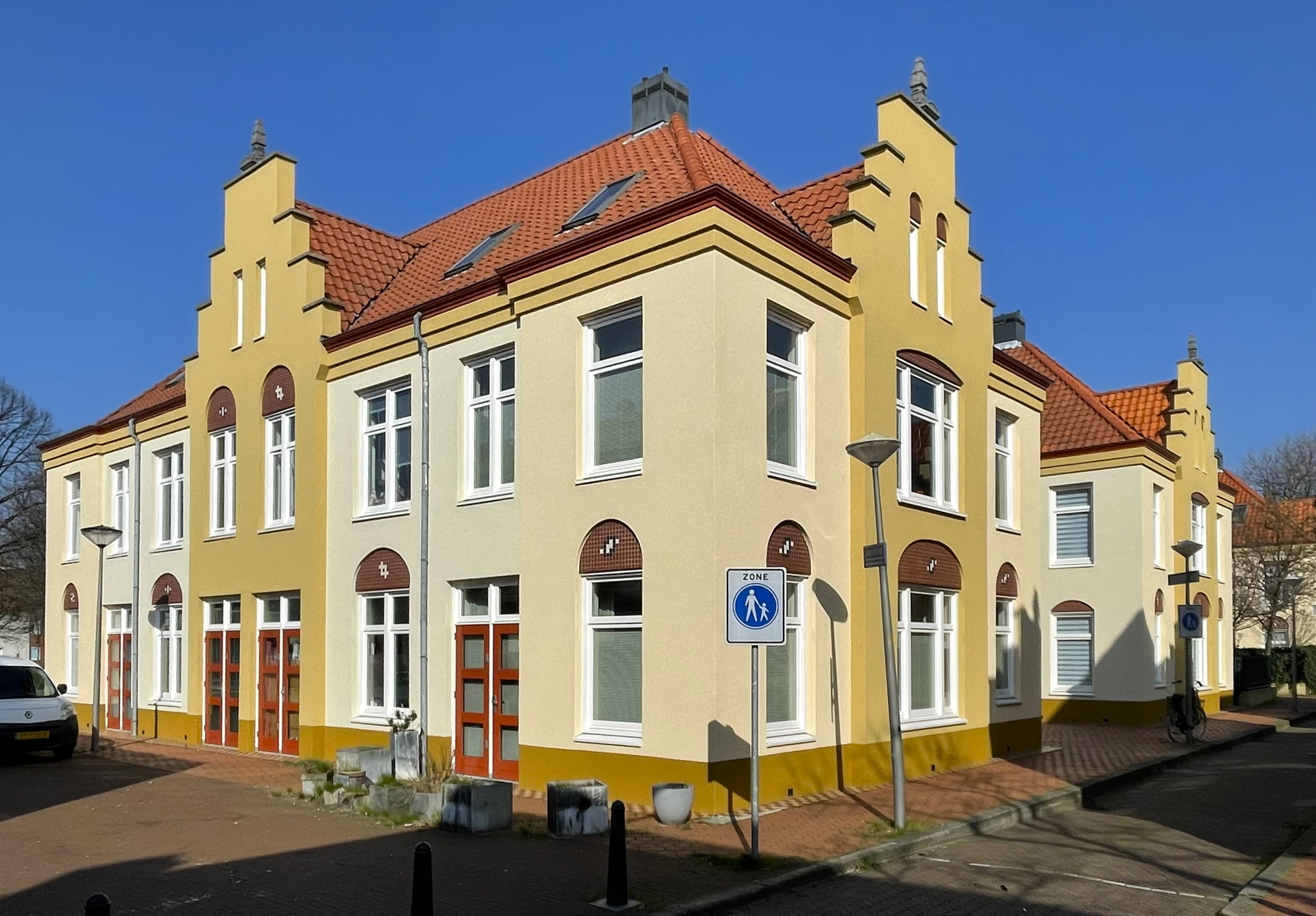
Straatbeeld in Het Fort

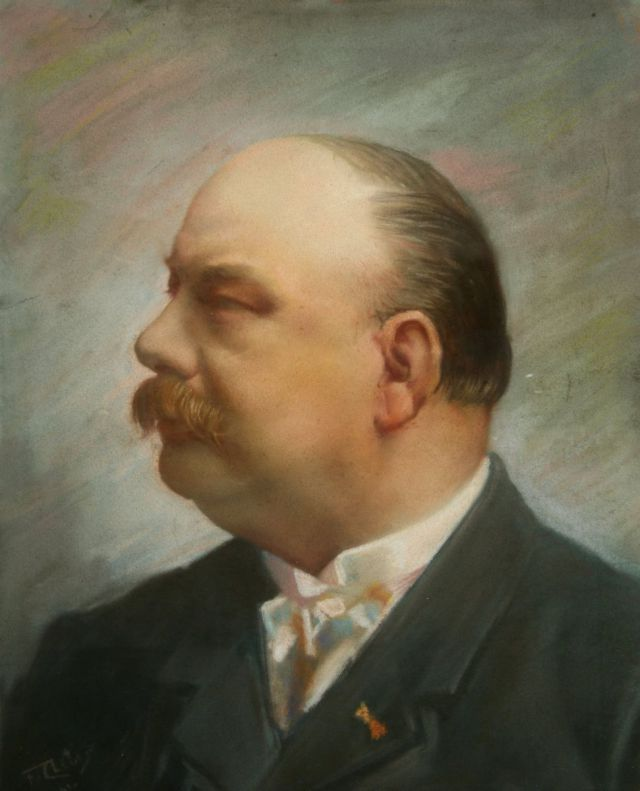
Van Liefland, architect van Het Fort

Het Fort (ook: 't Fort) is een klein buurtje in de Schilderswijk in Den Haag, dat een architectonische eenheid vormt vanwege de op elkaar lijkende arbeiderswoningen van architect W.B. van Liefland, gebouwd in 1890 in neorenaissancestijl. Het is een opvallend en karakteristiek complex: alle huisjes zijn gestuct in dezelfde tinten geel, met rode dakpannen en trapgeveltjes.
 
Het buurtje wordt omsloten door de Krusemanstraat, de Hoppenbrouwersstraat, de Parallelweg, de Van Osstraat en het Jacob van Campenplein (een park). Het wijkje zelf wordt doorkruist door de Eeckhoutstraat, de Schelfhoutstraat, de Jacob van Campenstraat, en de Wijnand Nuyenstraat. Die laatste drie straatjes zijn voetgangerszones. Alleen de huisjes aan de Jacob van Campenstraat hebben kleine tuintjes; de rest van het wijkje is bestraat met klinkers en is openbaar gebied; de woningen daar hebben een dakterras(je).

## Geschiedenis
Het Fort is een van de oudste woningbouwcomplexen in de Schilderswijk. De gevels waren oorspronkelijk van baksteen met rijk gedetailleerd metselwerk. De arbeiders die hier woonden, werkten voornamelijk in de industrieën nabij het Station Hollands Spoor. Er was veel armoede. Een deel van het complex werd begin jaren '60 gesloopt. Ook een poortgebouw dat oorspronkelijk tegen het spoor aan stond werd gesloopt.
De woningen kampten lange tijd met optrekkend vocht. Twee renovaties, waaronder een in de jaren '80 - waarbij het mooie metselwerk verdween achter een laag buitengevelisolatie en stucwerk - konden het vochtprobleem niet oplossen. Het uiterlijk veranderde sterk: ook de dakkapellen en de versierde daklijsten verdwenen en de trapgevels kregen minder 'treden'. Het sterk gewijzigde uiterlijk was een reden dat het complex niet de status kreeg van een gemeentelijk monument, zoals wel gebeurde met andere historische wooncomplexen in Den Haag zoals de Van Ostadewoningen en de Delpratwoningen. Volgens exploitant Woonstichting De Key leek eind 20e eeuw sloop de enige oplossing voor Het Fort, maar meerdere maatschappelijke groeperingen - waaronder bewoners - kwamen daartegen in verzet. Uit nader onderzoek bleek vervolgens dat behoud mogelijk was, maar tegen hoge kosten. De benodigde investeringen konden alleen worden gerealiseerd door een gemeentelijke bijdrage van 3,49 miljoen gulden voor het op nul stellen van de grondkosten en door een groot deel van de gerenoveerde woningen te verkopen. Ook het Ministerie van VROM droeg 1,6 miljoen gulden bij, grotendeels voor de 'historiserende inrichting' van het openbaar gebied. 

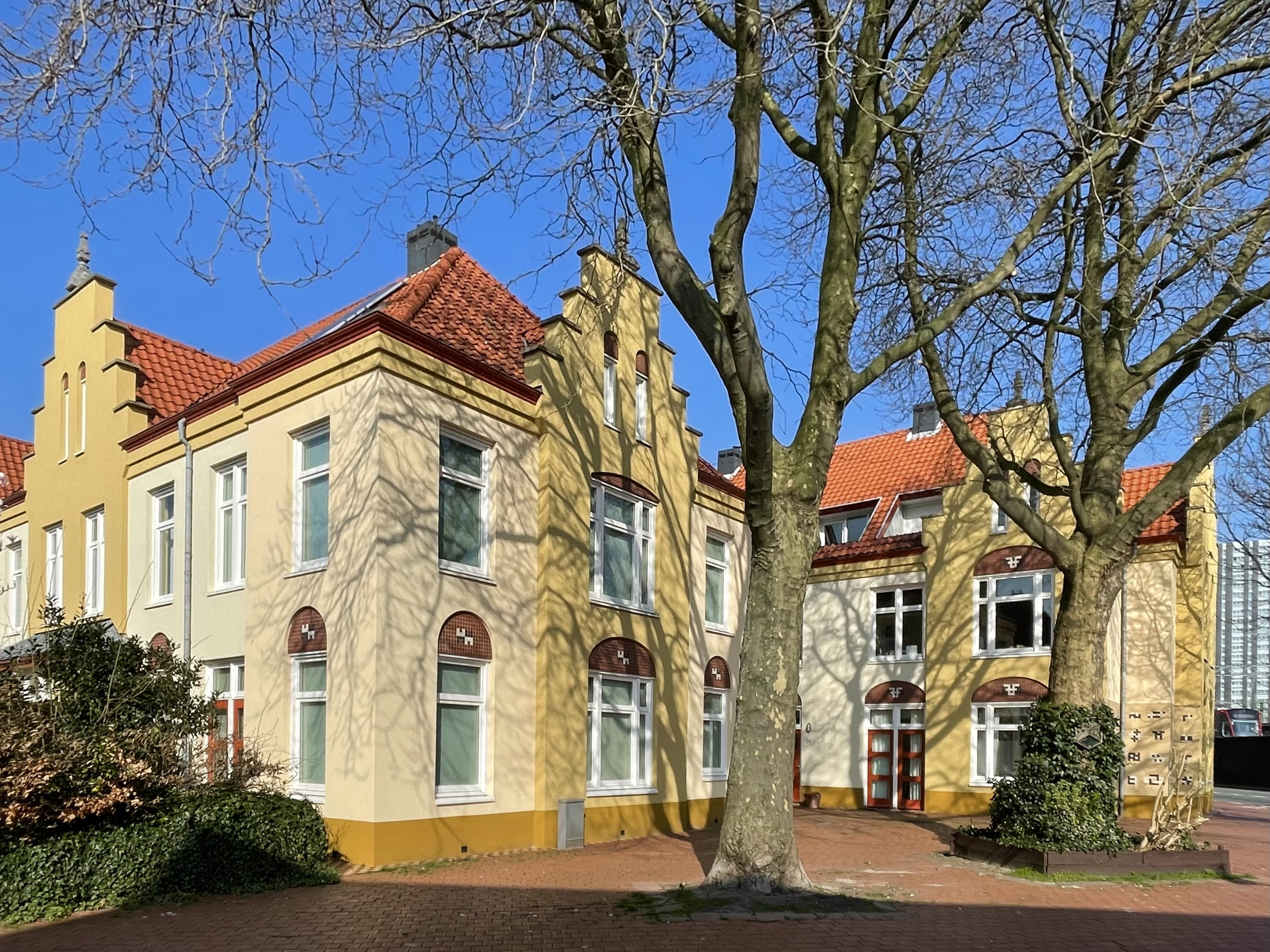
Hoppenbrouwersstraat
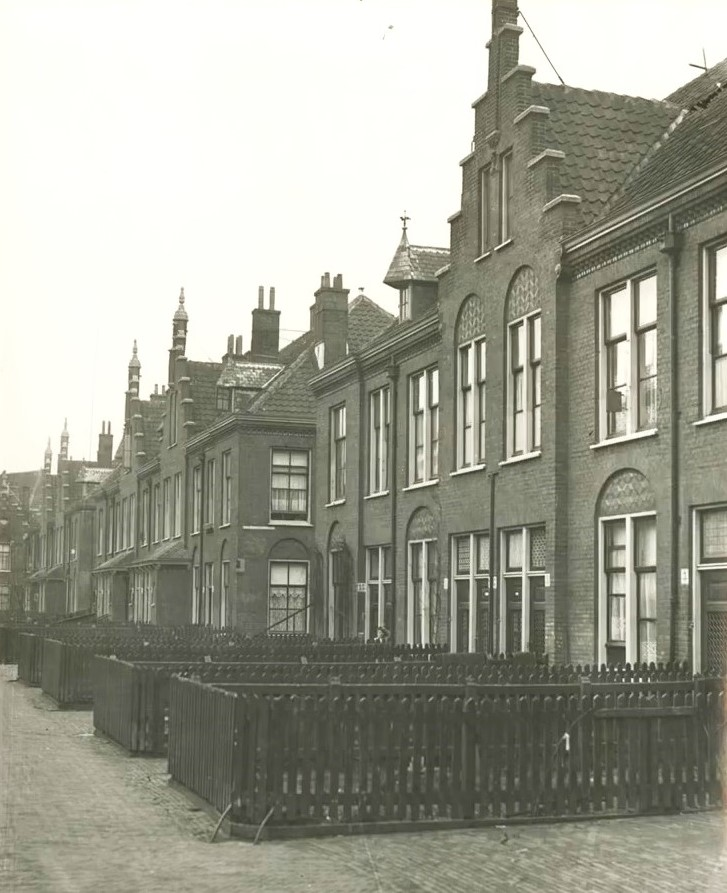
Het Fort, ca.1930
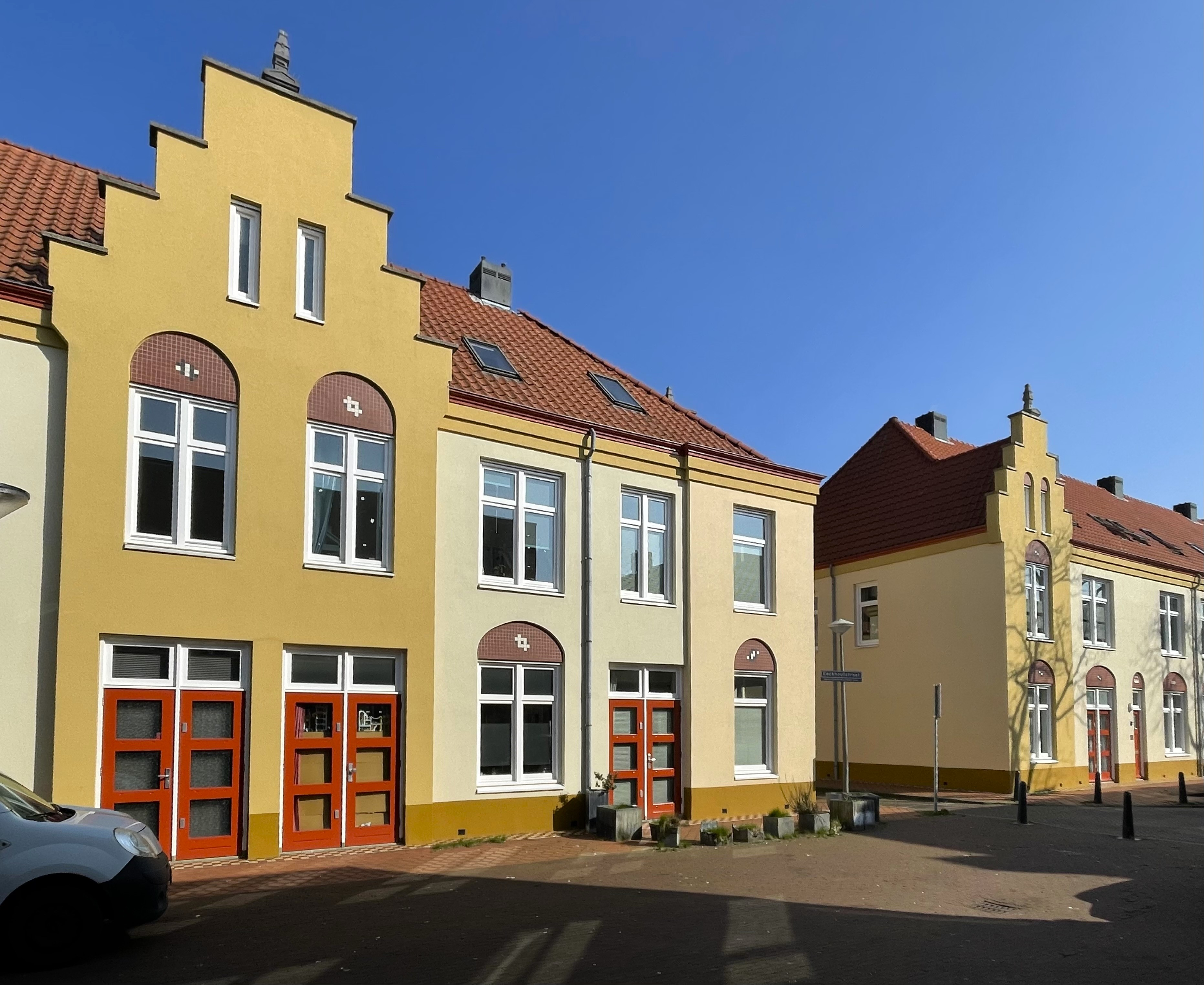
Krusemanstraat

Aldus vond de grote renovatie plaats in 1998-1999. Veel woningen werden daarbij samengevoegd; van de 114 woningen bleven er 65 over. Het buurtje telt nu 40 koopwoningen van 115 m2, 9 koopwoningen van 180 m2, en 16 sociale huurwoningen van 80 m2. De ingrijpende renovatie kon niet worden uitgevoerd in bewoonde staat. De bewoners moesten worden uitgeplaatst in vervangende woonruimte; daarvoor werd een sociaal plan opgesteld. De renovatie was onderdeel van een integraal plan waarbij ook de hofjesstructuur en de inrichting van de openbare ruimte moesten passen en aansluiten bij het historische karakter. Daarvoor werd een landschapsarchitect ingezet. De rondbogen op de begane grond kregen een nieuw tegelmotief waarvoor twee kunstenaars - Michael Berkhemer en Alexander Lichtveld - in de arm werden genomen. 
Om de koopwoningen aantrekkelijk te maken moest daarnaast het imago van het naastgelegen park (het Jacob van Campenplein) worden verbeterd; hier was nl. sprake van drugsoverlast, criminaliteit, vervuiling en vandalisme.

## Boek
In 2000 werd een boekje uitgegeven over Het Fort door Miranda van Ark, getiteld: "Het Fort. Schilderswijk behoudt karakteristiek complex", 35 blz.

## Externe Links
- Document met bouwtekeningen van de huisjes
- Video van bejaarde bewoonster die spreekt over de 'goede oude tijd' in Het Fort (jaren '30-'40) en van het leven in armoede
- Luchtfoto van het Fort